# Tân Kiểng
Tân Kiểng là một phường thuộc Quận 7, Thành phố Hồ Chí Minh, Việt Nam.

## Địa lý
Phường Tân Kiểng nằm ở phía tây bắc Quận 7, có vị trí địa lý:
- Phía đông giáp phường Tân Thuận Tây và Bình Thuận
- Phía tây giáp phường Tân Hưng
- Phía nam giáp phường Tân Quy
- Phía bắc giáp Quận 4 với ranh giới là kênh Tẻ.

Phường có diện tích 1,00 km², dân số năm 2021 là 32.207 người,  mật độ dân số đạt 32.207 người/km².

## Lịch sử
Phường Tân Kiểng được thành lập vào ngày 6 tháng 1 năm 1997 trên cơ sở 49,37 ha diện tích tự nhiên và 3.790 người của xã Tân Quy Tây; 16,4 ha diện tích tự nhiên và 5.683 người của xã Tân Quy Đông; 31,23 ha diện tích tự nhiên và 2.373 người của xã Tân Thuận Tây thuộc huyện Nhà Bè.
Sau khi thành lập, phường có 97 ha diện tích tự nhiên và 11.846 người.